# Années 1190 av. J.-C.
Les années 1190 av. J.-C. couvrent les années de 1199 av. J.-C. à 1190 av. J.-C.

## Événements

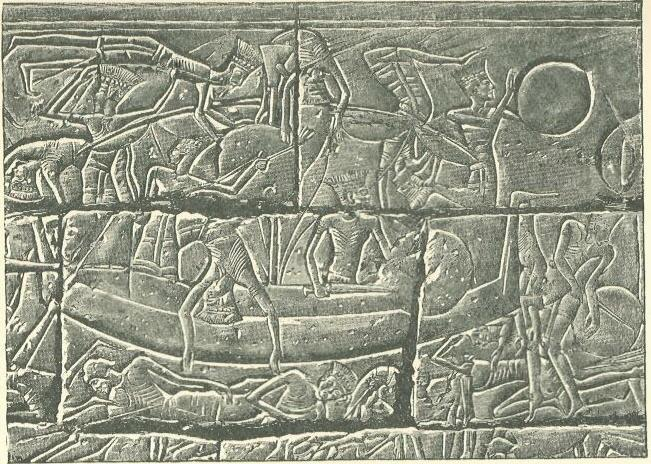
Bateaux de guerre philistins représentés sur le temple de Ramsès III à Médinet Habou.

- 1200-1190 av. J.-C. : invasion des Peuples de la mer. Le roi hittite Suppiluliuma II livre combat sur mer et débarque en Alashiya avec ses alliés d’Ougarit et d’Amourrou pour repousser les premiers assauts des Lukka, Shardanes, Shikala, Tursha, Ekwesh, Philistins et autres[1]. En vain. Les Mouchki, alliés aux Gasga, profitent de la confusion pour détruire l’empire hittite et créer le royaume de Phrygie, refoulant les Louvites au-delà du Taurus[2]. Une inscription du temple de Ramsès III à Médinet Habou mentionne la destruction du Hatti, du Kode (la Kizzuwatna hittite, en  Cilicie), de Karkemish, de Yeret (Arzawa) et Yeres (Alashiya, S.O. de l’Anatolie intérieure et Chypre). Les Peuples de la mer établissent un camp en Amourrou à partir duquel les envahisseurs ravagent les pays voisins[3]. Hattusa, la capitale, comme bien d’autres cités, est brûlée. Il semble que la ville ait été abandonnée par ses habitants avant sa destruction[4]. Ces régions semblent être attaquées en même temps par terre et par mer de 1220 à 1186. Les provinces extérieures de l’empire hittite se révoltent, profitant de la déficience du pouvoir central. Le brutal silence des sources hittites sous Suppiluliuma II nous empêche de savoir ce qui s’est passé réellement et comment l’empire s’est effondré : on l’attribue moins aux Peuples de la mer eux-mêmes qu’à une conséquence secondaire de leur action[5].

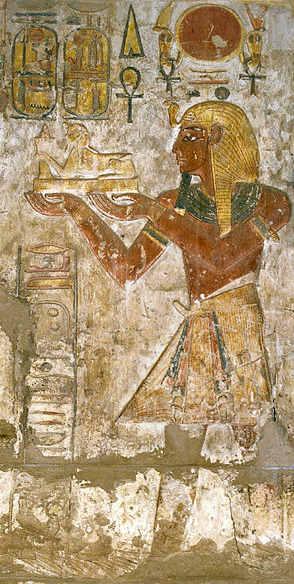
Ramsès III sur le temple de Khonsou à Karnak

- 1198-1166 av. J.-C.[6] : règne du pharaon Ramsès III, qui dure 31 ans. Il épouse Isis[7].  La situation extérieure, au moment où il prend le pouvoir, est très préoccupante : les peuples de la mer se sont organisés en Libye et s’infiltrent dans le Delta. Le Hatti, submergé, va bientôt disparaître. Les envahisseurs avancent vers le sud, en Cilicie, dans le Naharina, en Amourrou. Les ports phéniciens, comme Ougarit, sont détruits. Chypre et Canaan sont envahis par les Indo-européens, qui menacent l’Égypte. Dernier des grands pharaons, il poursuit l’œuvre monumentale de Ramsès II en faisant construire à Thèbes le temple de Médinet-Habou et à Karnak celui de Khonsou. Hori conserve sa charge de vizir en Haute-Égypte jusqu’à l’an 10, puis est remplacé par Ta l’an 12 ou 16 du règne[7] ; Hori I et Hori II, vice-rois de Nubie ; Amenmose, directeur des travaux[8].
- 1197/1193 av. J.-C. : avant l’an 5 de son règne, Ramsès III aurait fait une rapide campagne en Nubie pour assurer ses arrières[9]. Il modernise l’armée pour affronter les envahisseurs.
- Vers 1197-1193 av. J.-C.[10] : règne d'Enlil-kuduri-usur, roi d’Assyrie[11].
- Entre 1196 et 1179 av. J.-C. : Ougarit est ruinée par les Philistins[12]. Une partie de la population de la ville (dont peut-être certains Shardana) semble avoir fui vers Chypre où elle aurait participé à la reconstruction d’Enkomi et de Kition[13].
- 1194-1191 av. J.-C. : règne de Tai Ding, vingt-septième roi de la dynastie Shang, en Chine, selon la tradition[14].
- 1194-1184 av. J.-C. : Guerre de Troie (datation d'Ératosthène).
- 1192-1180 av. J.-C.[10] : règne de Ninurta-apil-Ekur, roi d’Assyrie[2].

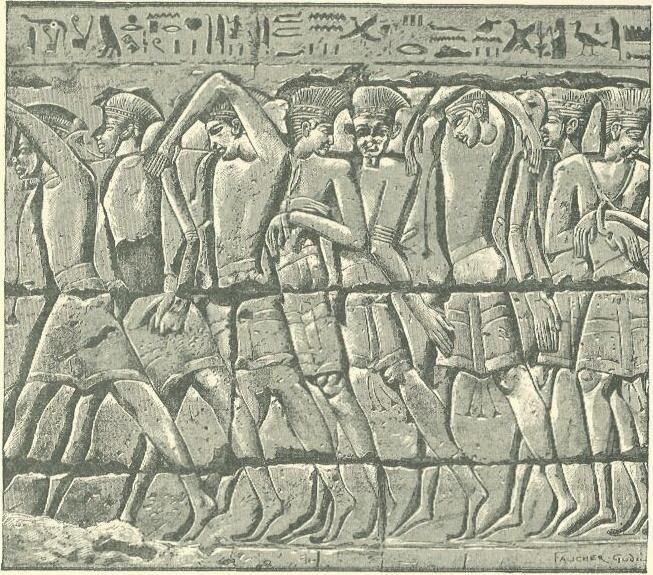
Captifs philistins représentés sur le temple de Ramsès III à Médinet Habou.

- 1197/1193 av. J.-C. : en l’an 5 de son règne, Ramsès III et son armée remontent vers le Delta, puis marchent vers la Libye[9] où ils arrêtent la coalition des Libou (peuple d’Asie Mineure), des Seped et des Mashaouash (peuple berbère), dirigée par Kaper. Il emmène avec lui le fils du chef, pour l’éduquer à l’égyptienne et le renvoyer ensuite dans son pays comme homme lige. Également cités en l’an 5[7], les Philistins et Tjekker, basés en Asie, ont pu envoyer des navires et de l’infanterie pour soutenir l’offensive libyenne. La flotte de Ramsès les aurait alors pris à revers.